# تی‌هار

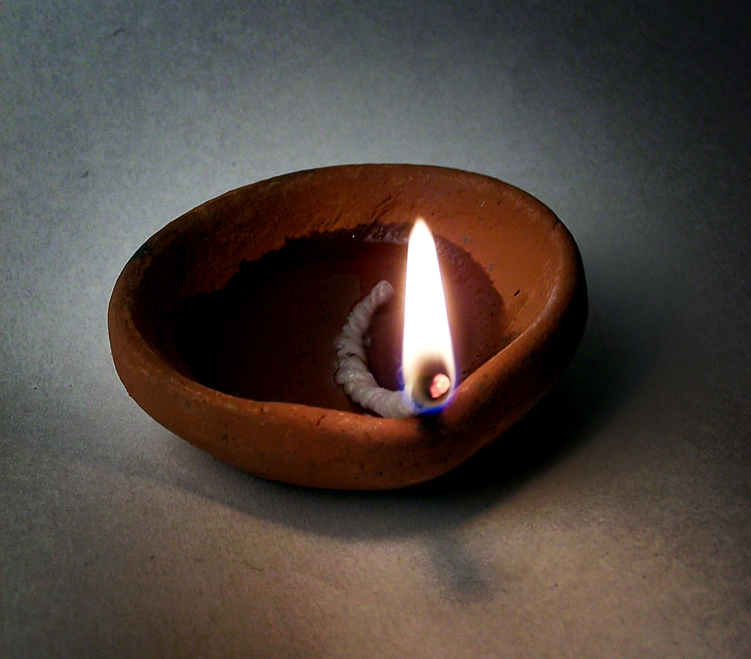
شمع‌های کوچکی که در تیهار روشن می‌شود.

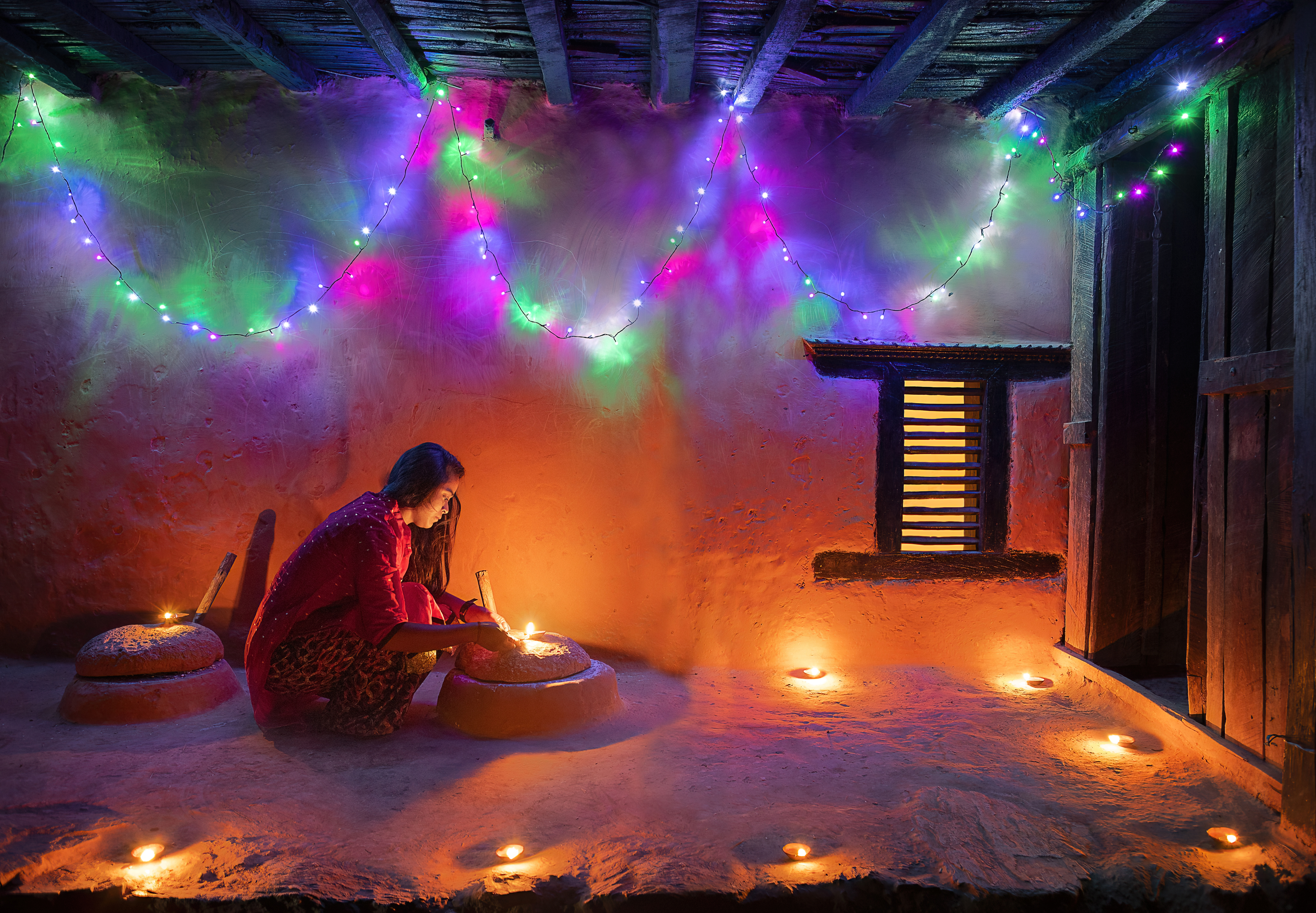
دختر نپالی در حال روشن کردن چراغ سنتی در جشنوارهٔ تی‌هار. جشنواره تی‌هار، یکی از مهم‌ترین جشن‌های هندو در نپال است که به مدت پنج روز برگزار می‌شود و به پرستش خدایان، حیوانات مقدس مانند کلاغ، سگ و گاو اختصاص دارد. این جشنواره همچنین به دیوالی شباهت دارد و نماد پیروزی نور بر تاریکی و خوبی بر بدی است.

تیهار (به زبان نپالی: तिहार) یا دیپاوالی یا یاماپانچاک یا ساوانتی (در زبان نپال بهاسایی: स्वन्ती) یک جشنوارهٔ ۵ روزهٔ آیین هندو است که در نپال و استان‌های هندی آسام و سیکیم و همچنین در دارجلینگ بنگال غربی برگزار می‌شود. تیهار جشنوارهٔ روشنایی‌ها است و در آن، در شب شمع‌های کوچکی با سوخت روغن بیرون از خانه‌ها روشن می‌شود.
این جشنواره در گاه‌شماری ویکرم سموت قرار دارد.